# Francesco Rivera
Francesco Rivera (L'Aquila, 27 agosto 1697 – Manfredonia, 25 gennaio 1777) è stato un arcivescovo cattolico italiano.

## Biografia
Nato all'Aquila da Marcantonio, esponente della nobile famiglia Rivera, e da Lucrezia Nardis nel 1697, era fratello di Cesare e Giuseppe; fu ordinato sacerdote il 20 settembre 1721. Il 22 giugno 1733 fu nominato vescovo di Cittaducale da papa Clemente XII; fu consacrato il 28 giugno da Giovanni Battista Altieri, cardinale presbitero di San Matteo in Merulana, insieme a José Laso de la Vega y Cansino e Luigi Antonio Valdina Cremona come co-consacranti. 
Il 25 maggio 1742 fu nominato da papa Benedetto XIV arcivescovo di Manfredonia e lì si trasferì con il fratello Giuseppe, il quale, sposatosi con una sipontina, fu padre di un omonimo dell'arcivescovo, nato nel 1762; nel 1766 Giuseppe morì e l'arcivescovo assunse la custodia del nipote. Nel frattempo, nel 1751, Rivera era stato anche nominato assistente al Soglio Pontificio. Morì a Manfredonia nel 1777.

## Genealogia episcopale
La genealogia episcopale è:
- Cardinale Scipione Rebiba
- Cardinale Giulio Antonio Santori
- Cardinale Girolamo Bernerio, O.P.
- Arcivescovo Galeazzo Sanvitale
- Cardinale Ludovico Ludovisi
- Cardinale Luigi Caetani
- Cardinale Ulderico Carpegna
- Cardinale Paluzzo Paluzzi Altieri degli Albertoni
- Papa Benedetto XIII
- Cardinale Giovanni Battista Altieri
- Arcivescovo Francesco Rivera